# مايك غور (فيزيائي)
مايك غور (بالإنجليزية: Mike Gore)‏ هو فيزيائي أسترالي، ولد في 1934.